# (36082) 1999 RQ77
1999 RQ77 (asteroide 36082) é um asteroide da cintura principal. Possui uma excentricidade de 0.01541130 e uma inclinação de 14.67989º.
Este asteroide foi descoberto no dia 7 de setembro de 1999 por LINEAR em Socorro.